# Ubisoft Toronto
Ubisoft Toronto es un estudio canadiense desarrollador de videojuegos y subsidiaria de Ubisoft. Fue fundada en 2009 y su sede se encuentra en Toronto, Ontario, Canadá. 
Su primer proyecto fue el desarrollo de Tom Clancy's Splinter Cell: Blacklist en conjunto con Ubisoft Montreal y Shanghai. Mayormente el estudio se encarga de desarrollar y optimizar los videojuegos en su versión PC y otras plataformas, incluso cuando los mismos presentan problemas técnicos.
En octubre de 2014, la productora y directora del estudio Jade Raymond, confirmó su decisión de dejar la compañía de manera definitiva. Por lo que Alexandre Parizeau es el director actual de Toronto.

## Videojuegos desarrollados
| Año  | Título                                | Plataforma                                                                          | Distribución | Notas |
| ---- | ------------------------------------- | ----------------------------------------------------------------------------------- | ------------ | --- |
| 2013 | Tom Clancy's Splinter Cell: Blacklist | PlayStation 3, Xbox 360, Microsoft Windows, Wii U                                   | Ubisoft      | Desarrollado junto con Ubisoft Montreal y Ubisoft Shanghai. |
| 2014 | Assassin's Creed: Unity               | PlayStation 4, Xbox One, Microsoft Windows                                          | Ubisoft      | Desarrollado junto con Ubisoft Montreal, Ubisoft Annecy, Ubisoft Kiev, Ubisoft Quebec, Ubisoft Singapore y Ubisoft Shanghai. |
| 2014 | Far Cry 4                             | PlayStation 4, PlayStation 3, Xbox 360, Xbox One, Microsoft Windows                 | Ubisoft      | Desarrollado junto con Ubisoft Montreal, Ubisoft Kiev, Ubisoft Shanghai y Red Storm Entertainment. |
| 2015 | Tom Clancy's Rainbow Six Siege        | PlayStation 4, Xbox One, Microsoft Windows                                          | Ubisoft      | Desarrollado junto con Ubisoft Kiev, Ubisoft Montreal y Ubisoft Barcelona. |
| 2016 | Far Cry Primal                        | PlayStation 4, Xbox One, Microsoft Windows                                          | Ubisoft      | Desarrollado junto con Ubisoft Montreal Ubisoft Kiev y Ubisoft Shanghai. |
| 2016 | Watch Dogs 2                          | PlayStation 4, Xbox One, Microsoft Windows                                          | Ubisoft      | Desarrollado junto con Ubisoft Montreal, Ubisoft Paris, Ubisoft Bucarest y Ubisoft Reflections. |
| 2017 | For Honor                             | PlayStation 4, Xbox One, Microsoft Windows                                          | Ubisoft      | Desarrollado junto con Ubisoft Montreal, Blue Byte, Ubisoft Quebec, Ubisoft Singapore, Ubisoft Chengdu, Color4Games, Mineloader Software, Pixeland Digital Production, Redhotcg Inc, Ubisoft Shanghai, Snart Co Limited, Ubisoft Montpellier, Audiokinetic Inc, Ubisoft Pune y Ubisoft Bucarest. |
| 2018 | Far Cry 5                             | PlayStation 4, Xbox One, Microsoft Windows                                          | Ubisoft      | Desarrollado junto con Ubisoft Montreal, Ubisoft Shanghai, Ubisoft Kiev, Red Storm, Ubisoft Belgrado, Ubisoft Bucarest, Blue Byte Ubisoft Pune y Ubisoft Reflections. |
| 2018 | Starlink: Battle for Atlas            | PlayStation 4, Xbox One, Nintendo Switch                                            | Ubisoft      | |
| 2020 | Watch Dogs: Legion                    | PlayStation 4, PlayStation 5, Xbox One, Xbox Series X\|S, Microsoft Windows, Stadia | Ubisoft      | Desarrollado junto a Ubisoft Montreal, Ubisoft Paris, Ubisoft Bucharest, Ubisoft Kiev y Ubisoft Reflections. |